# Microkayla
Az Microkayla a kétéltűek (Amphibia) osztályába, a békák (Anura) rendjébe és a Craugastoridae családba, azon belül a Holoadeninae alcsaládba tartozó nem.

## Előfordulása
A nembe tartozó fajok Peru déli részén, Puno megyében és Bolívia és Santa Cruz megyéjében, 2500–4000 m tengerszint feletti magasságban fekvő köderdőkben honosak.

## Rendszerezés
A nembe az alábbi fajok tartoznak:
- Microkayla adenopleura (Aguayo-Vedia & Harvey, 2001)
- Microkayla ankohuma (Padial & De la Riva, 2007)
- Microkayla boettgeri (Lehr, 2006)
- Microkayla chacaltaya (De la Riva, Padial & Cortéz, 2007)
- Microkayla chapi De la Riva, Chaparro, Castroviejo-Fisher & Padial, 2017
- Microkayla chaupi (De la Riva & Aparicio, 2016)
- Microkayla chilina De la Riva, Chaparro, Castroviejo-Fisher & Padial, 2017
- Microkayla colla (De la Riva, Aparicio, Soto & Ríos, 2016)
- Microkayla condoriri (De la Riva, Aguayo & Padial, 2007)
- Microkayla guillei (De la Riva, 2007)
- Microkayla harveyi (Muñoz, Aguayo & De la Riva, 2007)
- Microkayla huayna De la Riva, Cortez F. & Burrowes, 2017
- Microkayla iani (De la Riva, Reichle & Cortéz, 2007)
- Microkayla iatamasi (Aguayo-Vedia & Harvey, 2001)
- Microkayla illampu (De la Riva, Reichle & Padial, 2007)
- Microkayla illimani (De la Riva & Padial, 2007)
- Microkayla kallawaya (De la Riva & Martínez-Solano, 2007)
- Microkayla katantika (De la Riva & Martínez-Solano, 2007)
- Microkayla kempffi (De la Riva, 1992)
- Microkayla melanocheira (De la Riva, Ríos & Aparicio, 2016)
- Microkayla pinguis (Harvey & Ergueta-Sandoval, 1998)
- Microkayla quimsacruzis (De la Riva, Reichle & Bosch, 2007)
- Microkayla saltator (De la Riva, Reichle & Bosch, 2007)
- Microkayla teqta (De la Riva & Burrowes, 2014)
- Microkayla wettsteini (Parker, 1932)